# Kaluza–Klein-teorin
Kaluza–Klein-teorier är en klass av teorier som innefattar extra hoprullade rumsdimensioner i ett kvantmekaniskt sammanhang. De har namn från Theodor Kaluza och Oskar Klein. Populärt kan metoden jämföras med att tillgripa den klassiske fältherrens knep att ta sig upp på en höjd för att få grepp om det platta slagfältets möjligheter.

## Historik
Den ursprungliga Kaluza-Klein-teorin var ett tidigt försök (1920-tal) att förena allmän relativitetsteori och elektromagnetism genom att arbeta i en rumtid med fem dimensioner, i vilken den allmänna relativitetsteorin med en femdimensionell metrisk tensor gäller. Det elektromagnetiska fältet uppträder i vår fyrdimensionella rumtid genom att den extra fjärde rumsdimensionen kompaktifieras (rullas ihop), varvid den femdimensionella metriska tensorn delas upp i en fyrdimensionell metrisk tensor och ett skalärfält. Dessa beskriver tillsammans en utökning av den allmänna relativitetsteorin, en så kallad Brans-Dicketeori, samt en fyrdimensionell vektorpotential, som uppfyller Maxwells ekvationer och därmed beskriver elektromagnetism. 
Nämnas bör att den finske fysikern Gunnar Nordström redan 1914 i samband med sin egen gravitationsteori laborerat med femdimensionell rumtid i Maxwells ekvationer, vilket kunde ge Nordströms gravitationsteori och Maxwells ekvationer i fyra. Nordström var därmed den förste att inse finessen med extra dimensioner.  Hans upptäckt föll dock i glömska, delvis på grund av att hans gravitationsteori året därefter (1915) ersattes av Einsteins allmänna relativitetsteori.